# Thomas Ballhausen

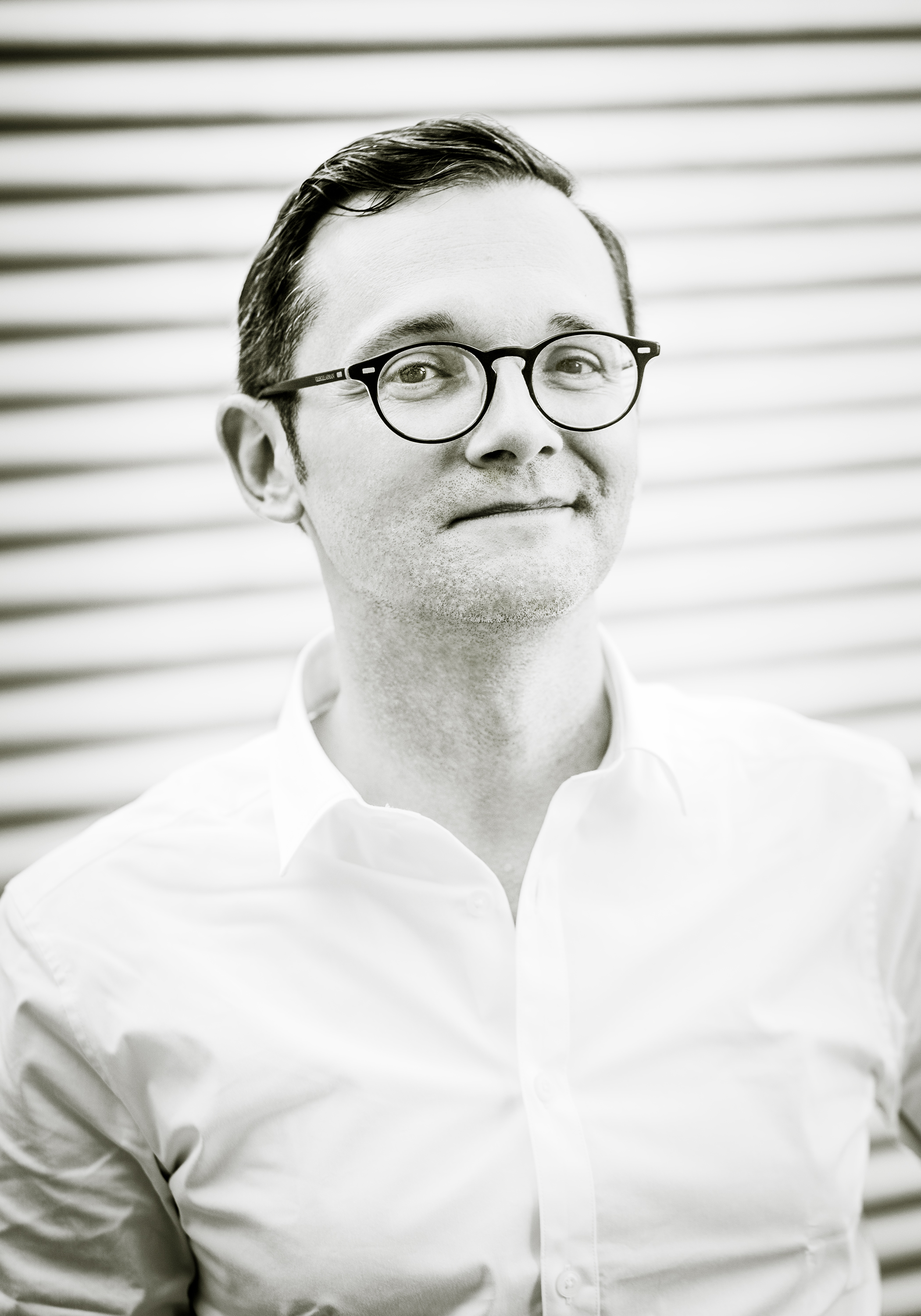
Thomas Ballhausen (Wien 2016)

Thomas Ballhausen (* 1975 in Wien) ist ein österreichischer Schriftsteller, Literatur- und Filmwissenschaftler, Hochschullehrer, Herausgeber und Übersetzer.

## Leben und Werk
Thomas Ballhausen schloss sein Studium der Vergleichenden Literaturwissenschaft, Deutschen Philologie und Philosophie an der Universität Wien 2002 mit einer Diplomarbeit über Bewegungen des Schreckens: Anthropophagie zwischen Metamorphose und Metastase ab. Er promovierte 2014 über Film fever / Film Fieber: Studien zu Laufbildarchiven und ihren Kontexten an der Akademie der bildenden Künste Wien sowie 2022 über Mutabor: Versuch über das Cahier an der Universität für angewandte Kunst Wien. Ballhausen unterrichtete an der Universität Wien, an der Akademie der bildenden Künste Wien und an der Universität Mozarteum Salzburg. Für das Kulturmagazin skug fungierte er zudem als Leiter der Literaturabteilung, außerdem war er Mitbegründer der Autorenvereinigung die flut. Seit 2023 ist Ballhausen Hochschulprofessor für Medienpädagogik mit Schwerpunkt Innovative digitale Lernumgebungen an der Pädagogischen Hochschule Wien.
In Ballhausens belletristischen Veröffentlichungen dominieren Reflexionen über die Unmöglichkeit glücklicher Beziehungen und die Versuche, das Leben zu meistern. In Ballhausens Essays findet Populärkultur ebenso ihren Platz wie Hochkultur. 2010 war Ballhausen zum Ingeborg-Bachmann-Preis eingeladen. In der Reihe Bibliothek der Nacht gibt Thomas Ballhausen Phantastikliteratur heraus, so zum Beispiel Romane von Paul Leppin oder Furio Jesi.

## Werke

### Comics
- Mind the Bug, 1999.
- The Anger Diaries 3/3: Inmates (Artwork: Jörg Vogeltanz), comic edition prequel, 2006.
- The Anger Diaries 2/4: Wired Worlds (Artwork: Jörg Vogeltanz), comic edition prequel, 2009.

### Essays
- Die Präsenz anglophoner karibischer Autorinnen und Autoren in Wiener Buchhandlungen. Nebst einer knappen Darstellung der Struktur des Wiener Sortimentsbuchhandels. Vergleichende Studie anhand ausgewählter allgemeiner Wiener Sortimentsbuchhandlungen, 2000.
- Zerlesen. Raubzüge durch Kulturlandschaften. Essays und Aufsätze, 2001.
- Der letzte Sommer vor der Eiszeit. Essays und Aufsätze, 2003.
- Delirium und Ekstase. Die Aktualität des Monströsen, 2008.
- Habe ich mich verlesen? Gedanken zu Nick Cohen, in XING Magazin Nr. 21, 2011.
- Signaturen der Erinnerung. Über die Arbeit am Archiv, 2015.

### Lyrik
- Abstiege. Drei erzählende Gedichte, 2000.
- Mit verstellter Stimme. Ein poem murder mystery aus frühen Tagen. (= Neue Lyrik aus Österreich. Band 17). Berger Verlag, Horn 2017. ISBN 978-3-85028-766-1.

### Prosa
- Leibeserziehung. Hundert Übungen Erzählung, 2003.
- Geröll Prosa, 2005.
- Die Unversöhnten, Prosa, 2007.
- Bewegungsmelder, Prosa, Haymon Verlag, Innsbruck/Wien 2010 ISBN 978-3-85218-643-6.
- Lob der Brandstifterin, Erzählung, 2013, Edition Atelier (Reihe: Textlicht).
- In dunklen Gegenden, Erzählungen, 2014, Edition Atelier.

### Herausgeberschaften
- Die Tatsachen der Seele. Arthur Schnitzler und der Film, mit Karin Moser, Barbara Eichinger und Frank Stern, Wien: Verlag Filmarchiv Austria 2006.
- Rudolf Pöch, Gesammelte Schriften, Band I/1Publizierte Schriften bis 1913, gemeinsam mit Maria Teschler-Nicola, Katarina Matiasek, 2006.
- Filmische Gedächtnisse. Geschichte-Archiv-Riss, mit Barbara Eichinger, Frank Stern, Julia B. Köhne, Karin Moser, Wien: Mandelbaum ÖH-edition 2007.
- „exquisite corps – Schriften zu Ästhetik, Intermedialität und Moderne“, in Zusammenarbeit mit Lorenz Aggermann (Bern) – Alexander Edelhofer (Wien) – Thomas Edlinger (Wien) – David Fine (San Francisco) – Günther Friesinger (Wien) – Deborah Kindermann-Zeilinger (Bologna) – Günter Krenn (Wien) – Kathrin Kuna (Berlin) – Helena Langewitz (Basel) – Tina Lorenz (München) – Maria Mair (Wien) – Camille R. Meyer (New York) – Kerstin Ohler (Wien) – Christian Stiegler (Wien) – Jörg Vogeltanz (Graz) – Ines Wagner (Wien) – Barbara Zeman (Wien) für den Milena Verlag.
- Saturn. Wiener Filmerotik 1906–1910, mit Michael Achenbach und Nikolaus Wostry, Filmarchiv Austria, 2009.
- Schutzverletzungen – Legitimation medialer Gewalt, Herausgeber: Günther Friesinger, Thomas Ballhausen und Johannes Grenzfurthner, Verbrecher Verlag, Berlin, 2010.
- Urban Hacking: Cultural Jamming Strategies in the Risky Spaces of Modernity, Herausgeber: Günther Friesinger, Johannes Grenzfurthner, Thomas Ballhausen, Transcript, Bielefeld, 2010.
- Geist in der Maschine. Medien, Prozesse und Räume der Kybernetik, Herausgeber: Günther Friesinger, Thomas Ballhausen und Johannes Grenzfurthner, Verena Bauer, Turia & Kant, Wien, 2010.
- Mind and Matter: Comparative Approaches towards Complexity, Herausgeber: Günther Friesinger, Johannes Grenzfurthner, Thomas Ballhausen, Transcript, Bielefeld, 2011.
- Paul Leppin: Severins Gang in die Finsternis. Bibliothek der Nacht Band 1, Herausgeber: Thomas Ballhausen, Edition Atelier, 2015.
- Furio Jesi: Die letzte Nacht. Bibliothek der Nacht Band 2, aus dem Italienischen von Barbara Kleiner, Herausgeber: Thomas Ballhausen, Edition Atelier, 2015.

### Übersetzung
- Toby Barlow: Scharfe Zähne (mit Verena Bauer).

## Auszeichnungen
- 2003 Premio Selezione di Centro Ricerca Narrative Cinema
- 2005 Literaturpreis der Stadt Steyr, 2. Preis
- 2006 Reinhard-Priessnitz-Preis
- 2008 Holfeld-Tunzer-Preis, gemeinsam mit Regina Hilber